# Michaël Abiteboul
Pour l’article homonyme, voir Abiteboul.
Cet article possède un paronyme, voir Michel Abitbol.
 (janvier 2019).
Si vous disposez d'ouvrages ou d'articles de référence ou si vous connaissez des sites web de qualité traitant du thème abordé ici, merci de compléter l'article en donnant les références utiles à sa vérifiabilité et en les liant à la section « Notes et références ».
Michaël Abiteboul est un acteur français né à Tours en 1972. Il a suivi le cursus de l’École régionale d'acteurs de Cannes.

## Biographie
Michaël Abiteboul est né à Tours en 1972. Il a suivi le cursus de l’École régionale d'acteurs de Cannes.

## Carrière
Après avoir obtenu son baccalauréat, Michaël Abiteboul intègre l’Ecole Régionale d’Acteurs de Cannes, où il fait ses débuts sur les planches. On le voit ainsi, dans les années 1990, dans des pièces souvent très connues comme Les fourberies de Scapin de Molière, La lune bleue de Carson McCullers, Bingo d'Edward Bond, Caligula d'Albert Camus ou encore Le véritable ami de Carlo Goldoni.
Nourrissant également des envies de cinéma, il trouve son premier rôle dans Les Blessures assassines de Jean-Pierre Denis en 2000. Il poursuit avec un rythme soutenu, toujours par le biais de personnages secondaires, jusqu'à devenir un visage connu des écrans.
On le retrouve dans différents registres, comme le drame (Betty Fisher et autres histoires (2001), Ultranova, Manderlay (2005), Le Père de mes enfants (2009)), le thriller (En territoire indien (2003), Les Rivières pourpres 2 (2004), La Clef (2007)), ou le film gangsters (Ni pour, ni contre (bien au contraire) (2002)).
Parallèlement, il trouve de nombreux rôles à la télévision. Le comédien apparaît ainsi, de manière plus ou moins furtive, dans plusieurs téléfilms (Le Temps meurtrier, Gaspard le bandit, L'Embrasement) et séries (Turbulences, La Commune, Louis la brocante, Chez Maupassant).
Il n'en oublie pas le théâtre, et joue dans des pièces comme Roméo et Juliette de William Shakespeare, Les Fausses Confidences de Marivaux, Amphitryonde Molière, Partage de midi de Paul Claudel ou encore The Normal Heart de Larry Kramer.
Il débute les années 2010 avec La Grève des femmes, Belle Épine et Un bonheur n'arrive jamais seul. Il enchaîne avec le film noir, Alyah, aux côtés de Pio Marmaï, puis avec les comédies, Vingt ans d'écart, Papa ou maman et L'Invitation. Fort de son physique imposant, il se spécialise dans les rôles virils et campe un pompier dans Les Hommes du feu, un tireur d'élite dans L'Intervention et un policier dans BAC Nord et Sans répit. Par ailleurs, il intègre l'équipe de water-polo gay dans Les Crevettes pailletées.
Ses rôles prennent aussi de l'ampleur côté télévision, comme en témoignent ses nombreuses participations à des séries à succès comme Maison close, Jusqu'au dernier, Ceux de 14, Les Revenants, Malaterra, Le Bureau des légendes, Nicolas Le Floch, Juste un regard, Les Bracelets rouges et Une affaire française.

## Filmographie

### Cinéma

#### Longs métrages
- 2000 : Les Blessures assassines de Jean-Pierre Denis : Étienne
- 2001 : Betty Fisher et autres histoires de Claude Miller : Milo
- 2003 : En territoire indien de Lionel Epp : Jean-Denis
- 2003 : Ni pour ni contre (bien au contraire) de Cédric Klapisch : Bernard
- 2003 : Le Temps du loup de Michael Haneke : l'homme en arme
- 2004 : Les Rivières pourpres 2 : les Anges de l'Apocalypse d'Olivier Dahan : Un policier
- 2005 : Manderlay de Lars von Trier : Thomas
- 2005 : Ultranova de Bouli Lanners : Phil
- 2005 : Combien tu m'aimes ? de Bertrand Blier : Un collègue de François
- 2006 : Les Fragments d'Antonin de Gabriel Le Bomin : Masson
- 2006 : Ce que je sais de Lola de Javier Rebollo : Léon
- 2007 : La Clef de Guillaume Nicloux : Thierry
- 2008 : Un cœur simple de Marion Laine : Fabu
- 2008 : Passe-passe de Tonie Marshall : Le roux
- 2009 : Mensch de Steve Suissa : Youval
- 2009 : Le Père de mes enfants de Mia Hansen-Løve : Le banquier
- 2010 : Belle Épine de Rebecca Zlotowski : Gérard
- 2012 : Un bonheur n'arrive jamais seul de James Huth : Lionel
- 2012 : Simon Killer d'Antonio Campos : Jean
- 2012 : Alyah de Elie Wajeman : Le shalliah
- 2012 : Superstar de Xavier Giannoli : Un collègue de Martin
- 2013 : Tu honoreras ta mère et ta mère de Brigitte Roüan : Fabien
- 2013 : Amitiés sincères de Stéphan Archinard, François Prévôt-Leygonie : François
- 2013 : 20 ans d'écart de David Moreau : Simon Meyer
- 2013 : Ouf de Yann Coridian : Le frère de François
- 2013 : La Vie domestique d'Isabelle Czajka : Grégory
- 2014 : Tiens-toi droite de Katia Lewkowicz : Damien
- 2014 : Le Père Noël d'Alexandre Coffre : Le père Fouettard
- 2015 : Papa ou maman de Martin Bourboulon : Paul
- 2015 : L'Hermine de Christian Vincent : Jourd'hui
- 2016 : Papa ou Maman 2 de Martin Bourboulon : Paul
- 2016 : L'Invitation de Michaël Cohen : Chewbacca
- 2017 : Les Hommes du feu de Pierre Jolivet : Xavier
- 2019 : L'Intervention de Fred Grivois : Georges Campère
- 2019 : Les Crevettes pailletées de Cédric Le Gallo et Maxime Govare : Cédric
- 2019 : Selfie de Thomas Bidegain, Marc Fitoussi, Tristan Aurouet, Cyril Gelblat et Vianney Lebasque : Daniel Nivet
- 2020 : BAC Nord de Cédric Jimenez : Jacques
- 2021 : Rose d'Aurélie Saada : Olivier
- 2021 : Jours sauvages de David Lanzmann : Jimmy
- 2022 : La Revanche des Crevettes pailletées de Cédric Le Gallo et Maxime Govare : Cédric
- 2022 : Sans répit de Régis Blondeau : Lieutenant Marc Andrade
- 2024 : Jour de colère de Jean-Luc Herbulot : Freddy
- 2024 : Le Dernier Souffle de Costa-Gavras : John Carroll

#### Courts métrages
- 2001 : Muno de Bouli Lanners : Raphaël
- 2004 : Les Parallèles de Nicolas Saada : Maurice
- 2013 : Agit Pop de Nicolas Pariser
- 2014 : Les Corps étrangers de Laura Wandel

### Télévision

#### Séries télévisées
- 2006 : Turbulences : Flabert
- 2007 : Diane, femme flic : Alex Borsky
- 2008 : Chez Maupassant : Isidore
- 2008 : Louis la Brocante : Ulysse
- 2008 - 2015 : Nicolas Le Floch : Charles-Henri Sanson
- 2012 : Louis la Brocante : Ulysse
- 2013 : Maison close : Kertel
- 2013 : Fais pas ci, fais pas ça : Pedro
- 2014 : Jusqu'au dernier : Leclerc
- 2014 : Ceux de 14 : Souesmes
- 2014 : Le Passager : Crosnier
- 2015 : Les Revenants : Milan
- 2015 : Malaterra : Ange Sansonetti
- 2015 - 2016 : Le Bureau des légendes : Mémé
- 2017 : Juste un regard : Hubert Caillard
- 2019 : Les Bracelets rouges : Dr Meyer
- 2019 : L'Effondrement : Pascal
- 2021 : Une affaire française: Bernard Laroche
- 2022 : Capitaine Marleau : Gerfaut
- 2022 : Balthazar : Clément
- 2023 : Piste noire : Markus
- 2023 : Des gens bien : Philippe, le gendarme suspicieux
- 2023 : Transatlantique : Capitaine Guillaume Dubois
- 2023 - 2024 : D'argent et de sang : Arnon
- 2024 : Machine : Final Fuck
- 2025 : Factice de Julie Rohart
- 2025 : A Priori de David Chamak et Olivier Chapelle : David Dextet
- 2025 : Je sais pas de Fred Grivois

#### Téléfilms
- 2001 : Permission moisson de Didier Grousset : Mathieu Pittas
- 2003 : Lagardère d'Henri Helman : L'ivrogne
- 2005 : Le Temps meurtrier de Philippe Monnier : Marc Surgère
- 2007 : Gaspard le bandit de Benoît Jacquot : Claude Portanier
- 2010 : Azad de Nicolas Tackian : Bencé
- 2011 : La Grève des femmes de Stéphane Kappes : Ludo
- 2011 : Les Livres qui tuent de Denys Granier-Deferre : Samy
- 2011 : Rani d'Arnaud Sélignac : Père Barthélémy
- 2012 : La Baie d'Alger de Merzak Allouache : Marco
- 2012 : Mange de Julia Ducournau et Virgile Bramly : Louis
- 2012 : La Disparition de Jean-Xavier de Lestrade : Renan Lavil
- 2013 : Crime d'état de Pierre Aknine : Yann Gaillard
- 2013 : La Dernière Campagne de Bernard Stora : Kevin
- 2016 : Après moi le bonheur de Nicolas Cuche : David
- 2017 : On l'appelait Ruby de Laurent Tuel : Sabre
- 2019 : Examen de conscience d'Olivier Barma : Cédric
- 2021 : L'Invitation de Fred Grivois : Capitaine Rocher

## Théâtre
- 1990 : Les fourberies de Scapin de Molière, Odéon (Marseille)
- 1990 : Prométhée dissident d'Alain Simon, Théâtre des Ateliers (Aix-en-Provence)
- 1992 : La Fille du bar et du cheval de Gérard Gélas, Théâtre du Chêne Noir (Avignon)
- 1993 : Vol au-dessus d'un nid de coucou de Dale Wasserman, Théâtre du Ranelagh
- 1993 : La lune bleue de Carson McCullers, Théâtre du Rond-Point
- 1993 : Le songe d'une nuit d'été de William Shakespeare, Avignon
- 1994 : Bingo d'Edward Bond, mise en scène Alain Milianti, Festival d'Avignon
- 1995 : Bingo d'Edward Bond, mise en scène Alain Milianti, Le Volcan
- 1996 : Bettina de Carlo Goldoni, mise en scène Jacques Mornas, Marseille
- 1996 : Caligula de Albert Camus, mise en scène Renaud Mouillac, Marseille
- 1997 : La Fausse suivante de Marivaux, mise en scène Paul Desveaux, Le Studio (Anières)
- 1998 : Samedi dimanche et lundi d'Eduardo De Filippo, mise en scène Robert Cantarella, Théâtre du Gymnase, Théâtre de Nice
- 1998 : Le véritable ami de Carlo Goldoni, mise en scène Fabrice Cals, Théâtre du Lucernaire
- 1999 : Sainte Jeanne des Abattoirs de Bertolt Brecht, mise en scène Alain Milianti, Odéon-Théâtre de l'Europe, Le Volcan
- 1999 : Le festin avant la peste de Céline, mise en scène Alain Milianti, Odéon-Théâtre de l'Europe
- 1999 : Roméo et Juliette de William Shakespeare, mise en scène Stuart Seide, Théâtre du Nord, Théâtre Nanterre-Amandiers
- 2000 : Les Fausses Confidences de Marivaux, mise en scène Alain Milianti
- 2002 : Amphitryon de Molière, mise en scène Stuart Seide, Théâtre du Nord
- 2002 : Le Quatuor d'Alexandrie d'après Lawrence Durrell, mise en scène Stuart Seide, Festival d'Avignon
- 2003 : Partage de midi de Paul Claudel, mise en scène Jean-Christophe Mast
- 2003 : Surprise et conséquences de Sandrine Martin, mise en scène Bruno Chiche, Comédie de Paris
- 2003 : Lisa 1 et 2 de et mise en scène Fanny Mentré, Théâtre de l'Aquarium
- 2021 : The Normal Heart de Larry Kramer, mise en scène Virginie de Clausade, Théâtre du Rond-Point
- 2022 : The Normal Heart de Larry Kramer, mise en scène Virginie de Clausade, théâtre La Bruyère
- 2023 : Le Testament Médicis de Stéphane Landowski, mise en scène Raphaëlle Cambray, théâtre Lepic

## Distinctions
- 2006 : Révélation pour son rôle dans Turbulences au Festival de la fiction TV de Saint-Tropez[1].